# 성북정보도서관
성북정보도서관은 성북구청에서 설립하고 성북문화재단에서 운영하는 공공도서관이다.
2002년 3월 19일 공식 개관한 성북정보도서관은 서울특별시 성북구 상월곡동에 있다.